# André Bricout
Pour les articles homonymes, voir André Bricout (homme politique) et Bricout.
André Bricout (né le 22 octobre 1939 et mort le 13 mai 2020 à Vivy) est un homme d'affaires et industriel belge, créateur de la société Bricout Belgium. 
Il a réussi avec d'autres indépendants du pétrole à ouvrir le marché français de distribution aux entreprises et groupes étrangers. En effet le marché était non concurrentiel et réservé aux sociétés françaises et non étrangères.
Invité lors de l’émission M6 Manager, présentée par Gilles Schneider, en 1995, il évoquait déjà les difficultés du marché français en faisant la comparaison avec le marché belge. En effet, il faut un mois dans certains cas pour faire dédouaner un cargo en provenance de l’étranger vers la France, quand c’est immédiat aux Pays-Bas et en Belgique. Il fut l’un des premiers indépendants à travailler sur les marchés physiques et les marchés à terme (écran) en les jumelant pour concurrencer sur les prix les majors pétrolières grâce à la technique du négocier, acheter, stocker. Il faut savoir que sur les marchés à terme, un cargo peut être vendu en cinq minutes pour réduire les risques de fluctuation des prix.
Son groupe belge, Bricout Belgium, fut propriétaire de la raffinerie RBP (Raffinerie Belge des Pétroles) à Anvers. Le groupe fut vendu en totalité en 1986 à Nynas, une société suédoise possédée en partie par le gouvernement vénézuélien.